# Deji Akinwande
Pour les articles homonymes, voir Akinwande.
Deji Akinwande est un professeur nigérian-américain de génie électrique et informatique, affilié à titre gracieux à la science des matériaux à l'université du Texas à Austin. Il est lauréat du Prix présidentiel de début de carrière pour les scientifiques et les ingénieurs en 2016 des mains de Barack Obama. Il est membre de la Société américaine de physique, de l'Académie africaine des sciences, de la Materials Research Society (MRS) et de l'Institute of Electrical and Electronics Engineers (IEEE).

## Enfance et formation
Akinwande est né à Washington, DC et déménage au Nigeria dans ses premières années. Il grandit à Ikeja avec ses parents. Son père est contrôleur financier de Guardian News et sa mère travaille au ministère de l'Éducation. Il fréquente le Federal Government College d'Idoani (en) et s'intéresse aux sciences et à l'ingénierie. Il retourne aux États-Unis en 1994, commençant au Cuyahoga Community College et finalement transféré à l'Université Case Western Reserve pour étudier le génie électrique et la physique appliquée. Au cours de sa maîtrise, il est le pionnier de la conception de pointes micro-ondes en champ proche pour l'imagerie non destructive. Il est accepté à l'université Stanford en tant qu'étudiant diplômé, où il travaille sur les propriétés électroniques des matériaux à base de carbone. Il est sélectionné comme membre de la Fondation Alfred P. Sloan pendant son doctorat. Il est également sélectionné comme boursier DARE (Diversifying Academia, Recruiting Excellence) en 2008. Il termine son doctorat en 2009. Il rejoint l'université du Texas à Austin en 2010 en tant que professeur adjoint en janvier 2010 et reçoit des subventions de recherche de plusieurs agences, dont la National Science Foundation (NSF), l'Army Research Office (ARO), la Defense Threat Reduction Agency (DTRA), DARPA, AFOSR et Office of Naval Research, ce dernier se concentrant sur l'électronique 2D flexible à haute fréquence.

## Recherche et carrière
Akinwande collabore avec Aixtron sur la croissance, la caractérisation et l'intégration du graphène à l'échelle d'une tranche. La collaboration démontre la croissance évolutive du graphène polycristallin par dépôt chimique en phase vapeur,. En 2011, il publie le premier manuel sur la physique des nanotubes de carbone et des dispositifs en graphène avec le professeur Philip Wong de l'Université Stanford. Il est nommé membre senior de l'Institute of Electrical and Electronics Engineers (IEEE) en 2013. Il réalise plusieurs progrès dans le domaine de l'électronique du graphène bidimensionnel. En 2015, il présente le premier transistor au silicium bidimensionnel. Akinwande, en collaboration avec le groupe d'Alessandro Molle au CNR, en Italie, y parvient en évaporant du silicium sur un cristal d'argent, en surveillant la croissance en temps réel à l'aide de la microscopie à effet tunnel,. Cette avancée scientifique est sélectionnée comme l'un des meilleurs articles scientifiques de 2015 par le magazine Discover. Le travail sur le silicène est la publication Nature Nanotechnology la plus citée de la même période.
Il présente ensuite les capteurs de tatouage électroniques les plus fins et les plus transparents fabriqués à partir de graphène en 2017, qui mesurent moins de 500 nm d'épaisseur et 85 % optiquement transparent. Cette recherche est menée en collaboration avec le groupe de Nanshu Lu (en). Les tatouages peuvent être laminés sur la peau humaine comme un tatouage temporaire (en), mais pourraient mesurer l'électrocardiographie, l'électroencéphalographie, la température et l'hydratation. Par la suite, les tatouages au graphène sont développés comme plate-forme portable pour surveiller en continu la pression artérielle en utilisant la modalité de bio-impédance publiée dans Nature Nanotechnology en 2022. Il démontre le premier atomristor en étudiant la commutation de résistance non volatile à l'aide d'une feuille atomique 2D de bisulfure de molybdène. Remarquablement, l’effet mémoire persiste jusqu’à un seul atome. Les appareils peuvent être aussi fins que 1,5 nm et ont des applications dans les smartphones 5G et futurs 6G en tant que commutateurs radiofréquence à puissance statique nulle, Internet des objets et circuits d'intelligence artificielle. Il est prévu que la découverte de la mémoire dans ces systèmes soit universelle parmi les matériaux 2D.
Il est membre du comité de rédaction de Reviewing Editors for Science, rédacteur associé d'ACS Nano, rédacteur en chef de la revue Nature npj 2D Materials and Applications et ancien rédacteur en chef de IEEE Electron Devices Letters,. Il donne une douzaine de conférences plénières et principales, y compris la conférence plénière lors du congrès annuel SPIE 2017 Optics & Photonics, où il discute des progrès, des opportunités et des défis des dispositifs électroniques 2D. Il est nommé membre de l'American Physical Society en 2017 et Fellow du Programme Fulbright en 2018,. Il visite l'université Adam-Mickiewicz de Poznań en 2019. Trois de ses anciens chercheurs postdoctoraux sont maintenant professeurs : Shideh Kabiri de l'université Queen's au Canada, Li Tao de l'université du Sud-Est de Nankin et Seongin Hong de l'Université Gachon. Myungsoo Kim, ancien doctorant, est aujourd'hui professeur à l'Université nationale de science et de technologie d'Ulsan (UNIST) en Corée du Sud.
Il est finaliste pour le prix « UT System Regents » Outstanding Teaching » de l'université du Texas à Austin pendant plusieurs années, la plus haute reconnaissance en matière d'enseignement au Texas.
Il a présidé plusieurs conférences et comités de programmes majeurs en nanoélectronique/nanotechnologie tels que la Conférence de recherche Gordon (en) sur les matériaux 2D ; la Conférence sur la recherche sur les appareils ; le sous-comité CND de la rencontre internationale sur les dispositifs électroniques (en).

## Postes académiques
Akinwande est en 2016 chercheur invité, CNR, Agrate Brianza, en Italie, professeur invité au Département d'ingénierie de l'université de Cambridge et Fellow du Pembroke College, Cambridge. En 2017 il est Theodore von Kármán Fellow et professeur invité, à l'École supérieure polytechnique de Rhénanie-Westphalie, De  2020 à 2023, il est professeur doté de la Temple Foundation, UT-Austin. Depuis 2023, il est titulaire de la Chaire Cockrell Family Regents en ingénierie n° 8, UT-Austin.

## Publications et brevets
Il est l'auteur de plus de 340 publications citées plus de 24 000 fois. Il a publié 1 manuel et 3 chapitres de livres. Il a prononcé plus d'une douzaine de conférences plénières et principales. Il a donné plus de 130 conférences et séminaires invités lors de conférences, d'universités et d'institutions. Il possède 6 brevets attribués ou en attente couvrant des inventions en électronique et en nanotechnologie.

## Honneurs et récompenses
Akinwande est Fellow 2023 de la Materials Research Society (en) (MRS), Fellow 2021 de l'Institute of Electrical and Electronics Engineers (IEEE), Fellow 2021 de l’Académie africaine des sciences, Fellow 2017 de la Société américaine de physique (APS).
Il est boursier spécialisé Fulbright 2018 après avoir bénéficié d'une Bourse de recherche Jack Kilby 2013  et d'une Bourse de recherche du Bureau de recherche navale,.
En 2017 il est lauréat du Prix de recherche Friedrich Bessel de la Fondation Alexander-von-Humboldt,. En 2016 il reçoit le Prix de l'inventeur de la Fondation Gordon et Betty Moore (en) ainsi que le Prix présidentiel américain (PECASE) décerné par le président Obama,. En 2015 il a reçu le Prix de début de carrière IEEE en nanotechnologie. En 2012 il est lauréat du Prix IEEE Geim et Novoselov Graphene, du Prix CAREER 2012 de la National Science Foundation (en), du Prix du jeune chercheur de l'Agence de réduction des menaces de défense et du Prix 3M du corps professoral non titulaire 2012 . En 2011 le Bureau de recherche de l'armée lui décerne son Prix du jeune chercheur.